# 5220 Vika
5220 Vika eller 1979 SA8 är en asteroid i huvudbältet som upptäcktes den 23 september 1979 av den rysk-sovjetiske astronomen Nikolaj Tjernych vid Krims astrofysiska observatorium på Krim. Den har fått sitt namn efter Viktoriya S. Vinogradova.
Asteroiden har en diameter på ungefär 5 kilometer och den tillhör asteroidgruppen Flora.